# Список наград и почётных званий Сталина
В настоящем списке представлены советские, иностранные награды и почётные звания советского государственного деятеля Иосифа Виссарионовича Сталина. Список построен хронологически — по дате награждения и присвоения почётного звания.

## Награды
| Дата вручения   | Награда | Наименование                                                                 | Нормативный акт                                                | Государство                                                   | Примечание |
| 1919 27 ноября  |         | Орден Красного Знамени                                                       | Постановление ВЦИК от 20 ноября 1919 года, Приказ РВСР № 383   | Российская Советская Федеративная Социалистическая Республика | в ознаменование его заслуг по обороне Петрограда и самоотверженной работы на Южном фронте |
| 1922 18 августа |         | Орден Красной Звезды I степени                                               |                                                                | Бухарская Народная Советская Республика                       | |
| 1930 13 февраля |         | Орден Красного Знамени                                                       | Постановление Президиума ЦИК СССР от 13 февраля 1930 года      | СССР                                                          | по многочисленным ходатайствам организаций, общих собраний рабочих, крестьян и красноармейцев… за огромные заслуги на фронте социального строительства |
| 1938            |         | Юбилейная медаль «XX лет Рабоче-Крестьянской Красной Армии»                  | Указ Президиума Верховного Совета СССР от 22 февраля 1938 года | СССР                                                          | |
| 1939 20 декабря |         | Медаль «Серп и Молот» Героя Социалистического Труда                          | Указ Президиума Верховного Совета СССР от 20 декабря 1939 года | СССР                                                          | за исключительные заслуги в деле организации Большевистской партии, построения социалистического общества в СССР и укрепления дружбы между народами Советского Союза… в день шестидесятилетия |
| 1939 20 декабря |         | Орден Ленина                                                                 | Указ Президиума Верховного Совета СССР от 20 декабря 1939 года | СССР                                                          | за исключительные заслуги в деле организации Большевистской партии, построения социалистического общества в СССР и укрепления дружбы между народами Советского Союза… в день шестидесятилетия |
| 1943            |         | Орден Красного Знамени                                                       |                                                                | Монгольская Народная Республика                               | |
| 1943            |         | Орден Республики                                                             |                                                                | Тувинская Народная Республика                                 | |
| 1943            |         | Военный крест                                                                |                                                                | Чехословакия                                                  | |
| 1943 6 ноября   |         | Орден Суворова I степени                                                     | Указ Президиума Верховного Совета СССР от 6 ноября 1943 года   | СССР                                                          | за правильное руководство операциями Красной Армии в Отечественной войне против немецких захватчиков и достигнутые успехи |
| 1944 20 июля    |         | Медаль «За оборону Москвы»                                                   | Указ Президиума Верховного Совета СССР от 1 мая 1944 года      | СССР                                                          | за участие в героической обороне Москвы; за руководство героической обороной Москвы и организацию разгрома немецких войск под Москвой |
| 1944 29 июля    |         | Орден «Победа»                                                               | Указ Президиума Верховного Совета СССР от 29 июля 1944 года    | СССР                                                          | за исключительные заслуги в организации и проведении наступательных операций Красной Армии, приведших к крупнейшему поражению германской армии и к коренному изменению положению на фронте борьбы с немецкими захватчиками в пользу Красной Армии                                                                                |
| 1944 3 ноября   |         | Орден Красного Знамени                                                       | Указ Президиума Верховного Совета СССР от 3 ноября 1944 года   | СССР                                                          | за 20 лет выслуги |
| 1945 май        |         | Медаль «За победу над Германией в Великой Отечественной войне 1941—1945 гг.» |                                                                | СССР                                                          | |
| 1945            |         | Орден Сухэ-Батора                                                            |                                                                | Монгольская Народная Республика                               | |
| 1945 26 июня    |         | Медаль «Золотая Звезда» Героя Советского Союза                               | Указ Президиума Верховного Совета СССР от 26 июня 1945 года    | СССР                                                          | возглавлявшему Красную Армию в тяжёлые дни нашей Родины её столицы Москвы, с исключительным мужеством и решительностью руководившему борьбой с гитлеровской Германией |
| 1945 26 июня    |         | Орден Ленина                                                                 | Указ Президиума Верховного Совета СССР от 26 июня 1945 года    | СССР                                                          | возглавлявшему Красную Армию в тяжёлые дни нашей Родины и её столицы Москвы, руководившему борьбой с гитлеровской Германией |
| 1945 26 июня    |         | Орден «Победа»                                                               | Указ Президиума Верховного Совета СССР от 26 июня 1945 года    | СССР                                                          | за исключительные заслуги в организации всех вооружённых сил Советского Союза и умелое руководство ими в Великой Отечественной войне, закончившейся полной победой над гитлеровской Германией |
| 1945            |         | Военный крест                                                                |                                                                | Чехословакия                                                  | |
| 1945            |         | Орден Белого льва I степени                                                  |                                                                | Чехословакия                                                  | |
| 1945            |         | Орден Белого льва «За победу» I степени                                      |                                                                | Чехословакия                                                  | |
| 1945 октябрь    |         | Медаль «За Победу над Японией»                                               |                                                                | СССР                                                          | |
| 1945            |         | Медаль «За победу над Японией»                                               |                                                                | Монгольская Народная Республика                               | |
| 1946            |         | Медаль «25 лет Монгольской народной революции»                               |                                                                | Монгольская Народная Республика                               | |
| 1947 сентябрь   |         | Медаль «В память 800-летия Москвы»                                           | Указ Президиума Верховного Совета СССР                         | СССР                                                          | |
| 1949 17 декабря |         | Медаль «Золотая Звезда» Героя Монгольской Народной Республики                |                                                                | Монгольская Народная Республика                               | |
| 1949 17 декабря |         | Орден Сухэ-Батора                                                            |                                                                | Монгольская Народная Республика                               | |
| 1949 20 декабря |         | Орден Ленина                                                                 | Указ Президиума Верховного Совета СССР от 20 декабря 1949 года | СССР                                                          | в связи с семидесятилетием со дня рождения тов. Сталина И. В. и учитывая его исключительные заслуги в деле укрепления и развития СССР, строящего коммунизм в нашей стране, организацию разгрома немецко-фашистских захватчиков и японских империалистов, а также в деле восстановления народного хозяйства в послевоенный период |